# Elachista ravella
Elachista ravella é uma espécie de insetos lepidópteros, mais especificamente de traças, pertencente à família Elachistidae. Foi descrita por Lauri Kaila em 2011. É encontrada na Austrália, principalmente na região da Tasmânia.
Sua envergadura varia de 6,9 a 9 milímetros.